# John Fitzpatrick (Rennfahrer)

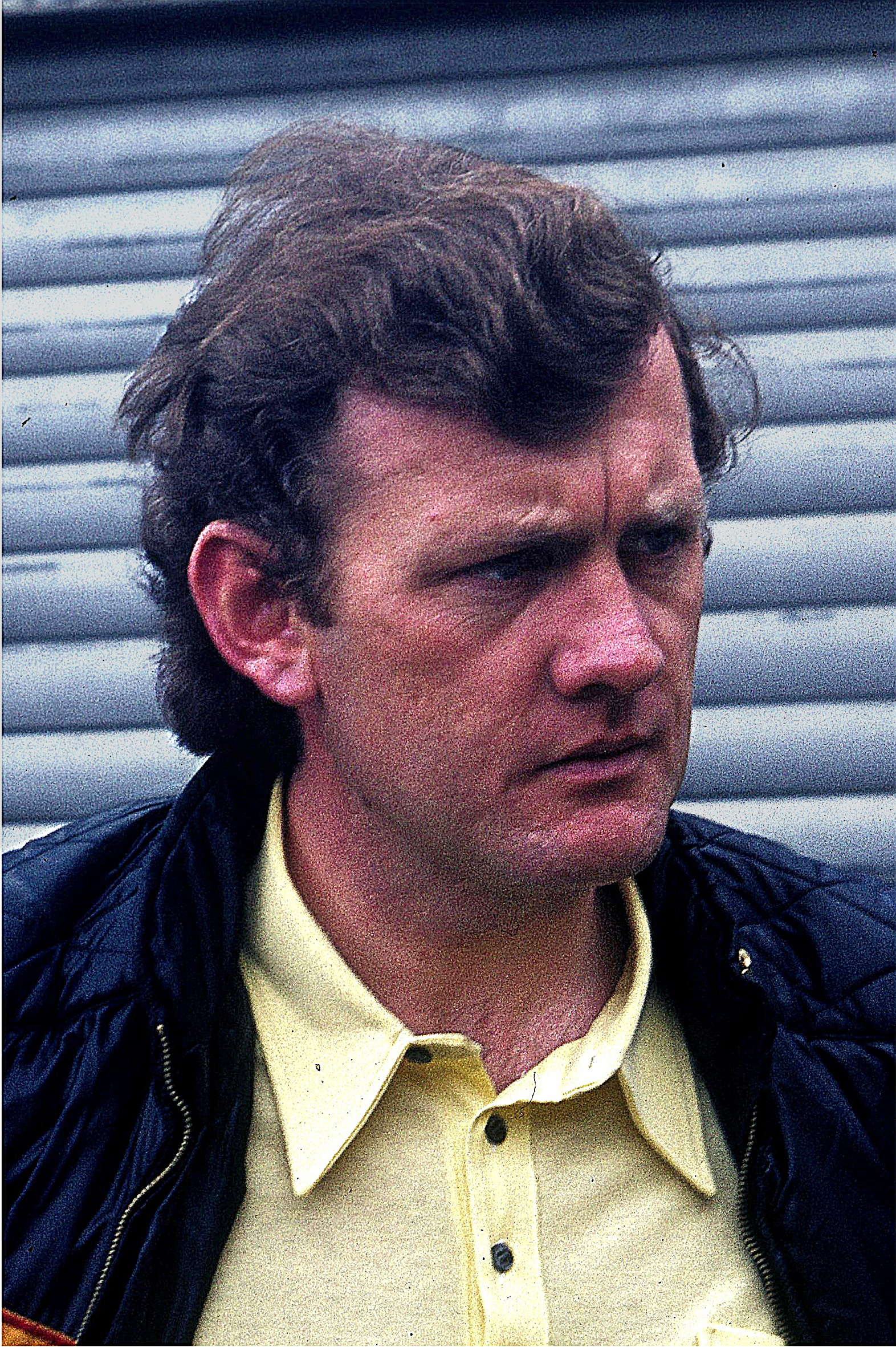
John Fitzpatrick 1972

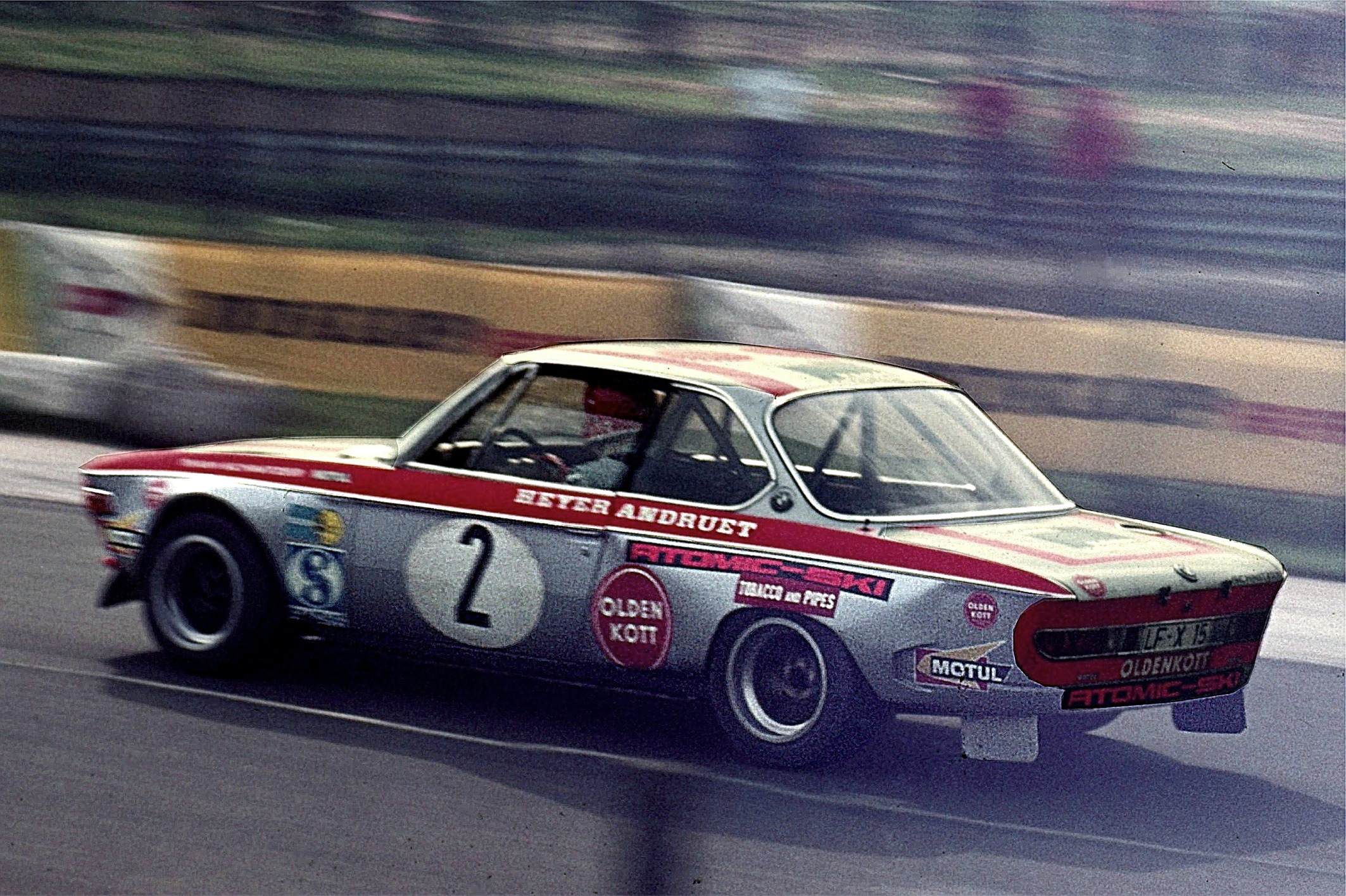
John Fitzpatrick im BMW 2800 CS, beim 6-Stunden-Rennen auf dem Nürburgring 1972

John Fitzpatrick (* 9. Juni 1943 in Birmingham) ist ein ehemaliger britischer Automobilrennfahrer. Er war einer der erfolgreichsten Touren- und Sportwagenfahrer von 1963 bis 1983.

## Laufbahn
Fitzpatrick ist der Sohn eines Herstellers von Kühlaufbauten für Lkws. Als Jugendlicher wollte er später den elterlichen Betrieb übernehmen, und er spielte Golf, bis ein komplizierter Armbruch eine erfolgreiche Karriere in diesem Sport aussichtslos erscheinen ließ.
Die motorsportliche Laufbahn von John Fitzpatrick begann, als ihm sein Vater zum 17. Geburtstag einen Mini 850 schenkte. Er trat in den Shenston Motor Club ein und startete zunächst bei Amateur-Rallyes, bevor 1962 die ersten Rundstreckenrennen folgten. 1963 gewann er das BRSCC 500 Club Championship, woraufhin er durch die Vermittlung von Mini-Cooper-Werksfahrer John Whitmore eine Einladung zu Testfahrten erhielt, die ihm einen Werksvertrag mit Cooper einbrachten.
Mit dem Werks-Mini-Cooper wurde Fitzpatrick 1964 Zweiter des British Saloon Car Championship’s. 1965 wechselte er zu Ford und startete vorwiegend erfolgreich mit einem Ford Anglia, ab 1968 Ford Escort, unterbrochen von gelegentlichen Einsätzen in Ferrari-Rennsportwagen und im Porsche 911. Nach verschiedenen Stationen (unter anderem bei Georg Loos und dem US-Amerikaner Dick Barbour) kaufte Fitzpatrick 1981 einen Kremer-Porsche 935 K3 und gründete sein eigenes Team, das in den USA mit zwei Siegen, einem zweiten und zwei dritten Plätzen sowie einem vierten Rang erfolgreich war.
Zu seinen größten internationalen Erfolgen gehören neben anderen der Sieg zusammen mit Hans Heyer und Rolf Stommelen beim 6-Stunden-Rennen auf dem Nürburgring 1972, einem Lauf zur Tourenwageneuropameisterschaft, mit einem Schnitzer-BMW 2800 CS, der Gesamtsieg auf dem Salzburgring 1973 im Werks-Ford-Capri 2600 RS, der Gesamtsieg bei den 6 Stunden von Silverstone 1976 im Walkinshaw-BMW 3,5 CSL, der vierte Platz in der Gesamtwertung und der Gewinn der IMSA-Kategorie (International Motor Sports Association) auf Fitzpatrick-Porsche 935 LM bei den 24 Stunden von Le Mans 1982 sowie 1983 der Gesamtsieg bei den 1000 km von Brands Hatch im Fitzpatrick-Porsche 956 zusammen mit Derek Warwick.
Nach dem Sieg von Brands Hatch zog sich Fitzpatrick als Fahrer vom Rennsport zurück. Ausschlaggebend war wahrscheinlich der Tod von Rolf Stommelen, der am 24. April 1983 mit einem Wagen des Fitzpatrick-Teams verunglückt war. Bis 1986 war Fitzpatrick noch als Teamchef des John Fitzpatrick Racing tätig, und auch danach blieb er dem Motorsport verbunden, unter anderem von 1992 bis 2000 als Director and Club Secretary des British Racing Driver Clubs.

## Statistik

### Meistertitel
Im Laufe seiner 21 Jahre anhaltenden Karriere gewann Fitzpatrick folgende Meistertitel:
- 1963 – BRSCC Champion (British Saloon Car Championship)
- 1964 – BRSCC Champion
- 1972 – Europa-GT-Meister und Gewinner Porsche-Cup
- 1974 – Europa-GT-Meister und Gewinner Porsche-Cup
- 1980 – Gewinner IMSA-Serie und Gewinner Porsche-Cup

### Le-Mans-Ergebnisse
| Jahr | Team                       | Fahrzeug                | Teamkollege        | Teamkollege         | Teamkollege | Platzierung            | Ausfallgrund |
| ---- | -------------------------- | ----------------------- | ------------------ | ------------------- | ----------- | ---------------------- | ------------ |
| 1972 | Porsche Kremer Racing      | Porsche 911S            | Erwin Kremer       | Juan Carlos Bolaños |             | Ausfall                | Kurbelwelle  |
| 1973 | Ford Motorenwerke          | Ford Capri RS           | Dieter Glemser     | Hans Heyer          |             | Ausfall                | Kurbelwelle  |
| 1975 | Gelo Racing Team           | Porsche 911 Carrera RSR | Gijs van Lennep    | Toine Hezemans      | M. Schurti  | Rang 5 und Klassensieg |              |
| 1976 | Hermetite Productions Ltd. | BMW 3.0 CSL             | Tom Walkinshaw     |                     |             | Ausfall                | Wagenbrand   |
| 1977 | Porsche Kremer Racing      | Porsche 935K2           | Guy Edwards        | Nick Faure          |             | Ausfall                | Motorschaden |
| 1978 | Weisberg Gelo Racing       | Porsche 935/77          | Klaus Ludwig       | Toine Hezemans      |             | Ausfall                | Zylinderkopf |
| 1979 | Gelo Racing Sportswear     | Porsche 935             | Jean-Louis Lafosse | Harald Grohs        |             | Ausfall                | Motorschaden |
| 1980 | Dick Barbour Racing        | Porsche 935K3           | Brian Redman       | Dick Barbour        |             | Rang 5 und Klassensieg |              |
| 1982 | John Fitzpatrick Racing    | Porsche 935 Moby Dick   | David Hobbs        |                     |             | Rang 4 und Klassensieg |              |
| 1983 | John Fitzpatrick Racing    | Porsche 956             | Guy Edwards        | Rupert Keegan       |             | Rang 5                 |              |

### Sebring-Ergebnisse
| Jahr | Team                       | Fahrzeug           | Teamkollege  | Platzierung | Ausfallgrund  |
| ---- | -------------------------- | ------------------ | ------------ | ----------- | ------------- |
| 1972 | Libra International Racing | Ford Escort RS1600 | John Buffum  | Rang 28     |               |
| 1980 | Dick Barbour Racing        | Porsche 935K3      | Dick Barbour | Gesamtsieg  |               |
| 1981 | John Fitzpatrick Racing    | Porsche 935K3/80   | Jim Busby    | Ausfall     | Antriebswelle |
| 1982 | John Fitzpatrick Racing    | Porsche 935K3/80   | David Hobbs  | Ausfall     | Unfall        |

### Einzelergebnisse in der Sportwagen-Weltmeisterschaft
| Saison | Team                                    | Rennwagen                                  | 1   | 2   | 3   | 4   | 5   | 6   | 7   | 8   | 9   | 10  | 11  | 12  | 13  | 14  | 15  | 16  | 17  | 18  | 19  | 20  |
| ------ | --------------------------------------- | ------------------------------------------ | --- | --- | --- | --- | --- | --- | --- | --- | --- | --- | --- | --- | --- | --- | --- | --- | --- | --- | --- | --- |
| 1964   | John Fitzpatrick                        | Mini-Cooper                                | DAY | SEB | TAR | MON | SPA | CON | NÜR | ROS | LEM | REI | FRE | CCE | RTT | SIM | NÜR | MON | TDF | BRI | BRI | PAR |
| 1964   | John Fitzpatrick                        | Mini-Cooper                                |     |     |     |     |     |     |     |     |     |     |     | DNF |     |     |     |     |     |     |     |     |
| 1967   | Abarth England Jeff Edmonds             | Abarth 1600 OT Ferrari 250LM               | DAY | SEB | MON | SPA | TAR | NÜR | LEM | HOK | MUG | BRH | CCE | ZEL | OVI | NÜR |     |     |     |     |     |     |
| 1967   | Abarth England Jeff Edmonds             | Abarth 1600 OT Ferrari 250LM               |     |     |     | DNF |     |     |     |     |     | DNF |     |     |     |     |     |     |     |     |     |     |
| 1972   | Libra Racing Kremer Racing              | Ford Escort Porsche 911                    | BUA | DAY | SEB | BRH | MON | SPA | TAR | NÜR | LEM | ZEL | WAT |     |     |     |     |     |     |     |     |     |
| 1972   | Libra Racing Kremer Racing              | Ford Escort Porsche 911                    |     | DNF | 28  |     |     | 8   |     | 9   | DNF | 13  |     |     |     |     |     |     |     |     |     |     |
| 1973   | Kremer Racing Ford                      | Porsche 911 Porsche Carrera RSR Ford Capri | DAY | VAL | DIJ | MON | SPA | TAR | NÜR | LEM | ZEL | WAT |     |     |     |     |     |     |     |     |     |     |
| 1973   | Kremer Racing Ford                      | Porsche 911 Porsche Carrera RSR Ford Capri | 6   |     | 10  | 12  | 14  |     | 6   | DNF |     |     |     |     |     |     |     |     |     |     |     |     |
| 1974   | Gelo Racing                             | Porsche Carrera RSR                        | MON | SPA | NÜR | IMO | LEM | ZEL | WAT | LEC | BRH | KYA |     |     |     |     |     |     |     |     |     |     |
| 1974   | Gelo Racing                             | Porsche Carrera RSR                        | 9   | 4   | 12  | DNF |     |     |     | 14  | 11  | 6   |     |     |     |     |     |     |     |     |     |     |
| 1975   | Gelo Racing                             | Porsche Carrera RSR                        | DAY | MUG | DIJ | MON | SPA | PER | NÜR | ZEL | WAT |     |     |     |     |     |     |     |     |     |     |     |
| 1975   | Gelo Racing                             | Porsche Carrera RSR                        |     | 9   | 5   | 6   | 9   |     | 9   |     |     |     |     |     |     |     |     |     |     |     |     |     |
| 1976   | Hermetite BMW                           | BMW 3.0CSL                                 | MUG | VAL | NÜR | MON | SIL | IMO | NÜR | ZEL | PER | WAT | MOS | DIJ | DIJ | SAL |     |     |     |     |     |     |
| 1976   | Hermetite BMW                           | BMW 3.0CSL                                 | 8   | 4   |     |     | 1   |     | 11  | 2   |     | DNF |     | 7   |     |     |     |     |     |     |     |     |
| 1977   | BMW America Kremer Racing               | BMW 3.5 CSL Porsche 935                    | DAY | MUG | DIJ | MON | SIL | NÜR | VAL | PER | WAT | EST | LEC | MOS | IMO | SAL | BRH | HOK | VAL |     |     |     |
| 1977   | BMW America Kremer Racing               | BMW 3.5 CSL Porsche 935                    | 25  | DNF |     |     | 2   | 2   |     |     |     |     |     |     |     |     |     | 1   |     |     |     |     |
| 1978   | Gelo Racing                             | Porsche 935                                | DAY | SEB | MUG | TAL | DIJ | SIL | NÜR | LEM | MIS | DAY | WAT | VAL | ROD |     |     |     |     |     |     |     |
| 1978   | Gelo Racing                             | Porsche 935                                |     |     | 1   |     | 2   | 16  | DNF | DNF | DNF |     | 1   | 2   |     |     |     |     |     |     |     |     |
| 1979   | Gelo Racing                             | Porsche 935                                | DAY | SEB | MUG | TAL | DIJ | RIV | SIL | NÜR | LEM | PER | DAY | WAT | SPA | BRH | ROA | VAL | ELS |     |     |     |
| 1979   | Gelo Racing                             | Porsche 935                                | 50  |     | 1   |     | 13  |     | 1   | 1   | DNF |     |     |     |     |     |     |     |     |     |     |     |
| 1980   | Barbour Racing Kremer Racing Bob Penrod | Porsche 935 AMC Spirit                     | DAY | BRH | SEB | MUG | MON | RIV | SIL | NÜR | LEM | DAY | WAT | SPA | MOS | ROA | VAL | DIJ |     |     |     |     |
| 1980   | Barbour Racing Kremer Racing Bob Penrod | Porsche 935 AMC Spirit                     | 29  |     |     |     |     | 1   | DNF | 2   | 5   | DNF | 3   |     | 1   | 2   |     |     |     |     |     |     |
| 1981   | Kremer Racing Fitzpatrick Racing        | Porsche 935                                | DAY | SEB | MUG | MON | RIV | SIL | NÜR | LEM | PER | DAY | WAT | SPA | MOS | ROA | BRH |     |     |     |     |     |
| 1981   | Kremer Racing Fitzpatrick Racing        | Porsche 935                                | DNF | DNF |     |     | 1   |     |     |     |     |     | 4   |     | 6   | 6   |     |     |     |     |     |     |
| 1982   | Fitzpatrick Racing                      | Porsche 935                                | MON | SIL | NÜR | LEM | SPA | MUG | FUJ | BRH |     |     |     |     |     |     |     |     |     |     |     |     |
| 1982   | Fitzpatrick Racing                      | Porsche 935                                |     |     |     | 4   |     |     |     | 3   |     |     |     |     |     |     |     |     |     |     |     |     |
| 1983   | Fitzpatrick Racing                      | Porsche 956                                | MON | SIL | NÜR | LEM | SPA | FUJ | KYA |     |     |     |     |     |     |     |     |     |     |     |     |     |
| 1983   | Fitzpatrick Racing                      | Porsche 956                                | 5   | 8   | 6   | 5   | 3   |     |     |     |     |     |     |     |     |     |     |     |     |     |     |     |